# It's Good to Be King (Stargate SG-1)
It's Good To Be King (en España: El rey Arkhan, en Hispanoamérica: Es bueno ser rey) es el episodio n.º 167 de la serie Stargate SG-1 y n.º 13 de su octava temporada. Marca el regreso del personaje de Harry Maybourne en la serie.

## Resumen
A la base del programa Stargate llega el informe de Tok'ra que revela la amenaza Goa'uld para el planeta donde previamente había sido enviado Harry Maybourne.
El General O'Neill envía al SG-1 para que lleven a Maybourne de vuelta a la Tierra. Al cruzar el Stargate el SG-1 se enfrenta a unos guerreros con pinta medieval. Estos les llevan a su rey para que dé órdenes qué hacer con los recién llegados a su planeta. Al llegar ante el rey (llamado Arkhan) los terrícolas descubren que el pueblo con el que se encontraron tiene como rey a Harry Maybourne. Él les dice que sabía perfectamente sobre la amenaza de los Goa'uld y de la llegada del SG-1. Lo leyó todo en las piedras de un templo antiguo, donde son escritas muchas más profecías. Estas profecías salvaron a la gente de este planeta de las inundaciones, lluvias de meteoritos y otros desastres. Esta era la causa de nombrar a Maybourne (quien sabe la lengua de los antiguos y supo leer las predicciones) rey.
Mientras el SG-1 intenta convencer a Maybourne de abandonar el planeta, la amenaza se hace realidad. El planeta es atacado por los soldados de Ares. El SG-1 ayuda a derrotarlos. El oráculo se cumple - los alienígenas (el SG-1 de la Tierra) venció a los Goa'uld.
El SG-1 vuelve a la tierra sin Harry Maybourne. Él se queda en su planeta para seguir siendo rey porque lo quiere su pueblo.

## Reparto

### Reparto regular
- Richard Dean Anderson como el General Jack O'Neill,
- Amanda Tapping como la Teniente Coronel Samantha Carter,
- Christopher Judge como Teal'c,
- Michael Shanks como el Doctor Daniel Jackson.

### Actores invitados
- Tom McBeath como Harry Maybourne,
- Wayne Brady como Trelak,
- Nancy Sorel como Garan,
- Melanie Blackwell como la sirviente de Harry,
- Robert Bruce como un indígena
- Zak Church como un indígena.